# Motherwell Football Club 2021-2022
Questa voce raccoglie le informazioni riguardanti il Motherwell Football Club nelle competizioni ufficiali della stagione 2021-2022.

## Stagione
- In Scottish Premiership il Motherwell si classifica al 5º posto (46 punti), dietro al Dundee Utd e davanti al Ross County, qualificandosi così in Conference League.
- In Scottish Cup viene eliminato ai quarti di finale dall'Hibernian (1-2).
- In Scottish League Cup viene eliminato al secondo turno dal Dundee (0-1).

## Maglie e sponsor
Il fornitore tecnico per la stagione 2021-2022 è Macron, mentre lo sponsor ufficiale è Paycare.
| Casa | Trasferta |

## Rosa
| N. |                        | Ruolo | Calciatore        |
| -- | ---------------------- | ----- | ----------------- |
| 1  | Scozia (bandiera)      | P     | Liam Kelly        |
| 2  | Scozia (bandiera)      | D     | Stephen O'Donnell |
| 3  | Irlanda (bandiera)     | D     | Jake Carroll      |
| 4  | Scozia (bandiera)      | D     | Ricki Lamie       |
| 5  | Uganda (bandiera)      | D     | Bevis Mugabi      |
| 6  | Scozia (bandiera)      | D     | Barry Maguire     |
| 7  | Inghilterra (bandiera) | A     | Kaiyne Woolery    |
| 8  | Scozia (bandiera)      | C     | Mark O'Hara       |
| 9  | Paesi Bassi (bandiera) | A     | Kevin van Veen    |
| 11 | Inghilterra (bandiera) | C     | Liam Shaw         |
| 14 | Finlandia (bandiera)   | D     | Juhani Ojala      |
| 16 | Inghilterra (bandiera) | C     | Callum Slattery   |

| N. |                             | Ruolo | Calciatore              |
| -- | --------------------------- | ----- | ----------------------- |
| 17 | Inghilterra (bandiera)      | C     | Justin Amaluzor         |
| 18 | Scozia (bandiera)           | C     | Dean Cornelius          |
| 19 | Inghilterra (bandiera)      | D     | Nathan McGinley         |
| 20 | Stati Uniti (bandiera)      | A     | Joseph Efford           |
| 21 | Norvegia (bandiera)         | D     | Sondre Solholm Johansen |
| 22 | Irlanda del Nord (bandiera) | C     | Liam Donnelly           |
| 23 | Inghilterra (bandiera)      | C     | Liam Grimshaw           |
| 26 | Irlanda (bandiera)          | C     | Ross Tierney            |
| 27 | Inghilterra (bandiera)      | C     | Sean Goss               |
| 28 | Inghilterra (bandiera)      | C     | Jordan Roberts          |
| 29 | Scozia (bandiera)           | A     | Connor Shields          |
| 32 | Francia (bandiera)          | D     | Victor Nirennold        |